# KNM Utvær (1965)
Pour les autres navires du même nom, voir KNM Utvær.
Le KNM Utvær (numéro de coque : S-303) est un sous-marin de classe Kobben de la marine royale norvégienne.

## Fabrication
Le navire a été commandé à Thyssen Nordseewerke à Emden, où la quille a été posée le 24 mars 1965. Il a été lancé le 30 juin 1965 et achevé à la fin de la même année, le 1er décembre 1965.

## Service
Le navire a été retiré du service et vendu en 1989 au Danemark, qui l’a ajouté à sa flotte sous le nom de KDM Tumleren (S322).
La marine royale danoise le désarme le 17 août 2004.